# Solenopsis pygmaea
Solenopsis pygmaea es una especie de hormiga del género Solenopsis, subfamilia Myrmicinae.

## Distribución
Esta especie se encuentra en Belice, Colombia, Costa Rica, Cuba, Guayana Francesa, Guadalupe, Guatemala, Honduras, México, Nicaragua, Panamá, Perú, Puerto Rico, San Vicente y las Granadinas y los Estados Unidos.